# Spalding (Nebraska)
Spalding – wieś w Stanach Zjednoczonych, w stanie Nebraska, w hrabstwie Greeley.